# Бондарь, Валерий Юрьевич
Вале́рий Ю́рьевич Бо́ндарь (укр. Валерій Юрійович Бондар; род. 27 февраля 1999, Харьков) — украинский футболист, защитник клуба «Шахтёр» и сборной Украины.

## Клубная карьера
Валерий является воспитанником СДЮШОР «Шахтёр», где занимался с 2007 года. В сезоне 2018/19 он стал привлекаться к тренировкам и матчам взрослой команды «Шахтёра». Его дебют за донецкий коллектив в чемпионате Украины состоялся 4 мая 2019 года в матче против «Львова». Дебютный гол в чемпионате Бондарь забил 27 сентября 2019 года в матче против полтавской «Ворсклы» (4:0).

## Карьера в сборной
Валерий представлял Украину на юношеском и молодёжном уровне. В составе молодёжной сборной Украины он принимал участие на чемпионате мира 2019 и был её капитаном. На этом турнире Валерий принял участие во всех семи матчах. Сборная Украины стала чемпионом мира, выиграв этот турнир.
Дебют в национальной сборной Украины состоялся 11 ноября 2020 года в товарищеском матче против сборной Польши (0:2).

## Достижения

### Командные
«Шахтёр» (Донецк)
- Чемпион Украины (4): 2018/19, 2019/20, 2022/23, 2023/24
- Бронзовый призёр чемпионата Украины: 2024/25
- Обладатель Кубка Украины (3): 2018/19, 2023/24, 2024/25
- Обладатель Суперкубка Украины: 2021

Сборная Украины
- Чемпион молодёжного чемпионата мира: 2019

### Награды
- Орден «За заслуги» III степени (2019)[7]